# Cartaletis gracilis
Cartaletis gracilis är en fjärilsart som beskrevs av Heinrich Benno Möschler 1890. Cartaletis gracilis ingår i släktet Cartaletis och familjen mätare. Inga underarter finns listade i Catalogue of Life.